# 岬町 (境港市)
岬町（みさきちょう）は、鳥取県境港市の町名。郵便番号は684-0017（境港郵便局管区）。 

## 地理
境港市北部沿岸部に位置し、北で境水道に面する。東で昭和町、南で上道町、西で花町と接する。

## 歴史
大正15年（1926年）から現在の町名。はじめ西伯郡境町、昭和29年（1954年）境港町、昭和31年（1956年）からは境港市の町名

## 世帯数と人口
2022年（令和4年）7月31日現在の世帯数と人口は以下の通りである。
| 町丁 | 世帯数  | 人口  |
| ---- | ------- | ----- |
| 岬町 | 106世帯 | 188人 |

### 世帯数と人口の変遷
世帯数・人口は昭和30年（1955年）112・500、昭和55年（1980年）109・353。

## 小・中学校の学区
市立小・中学校に通う場合、学区は以下の通りとなる。
| 番地 | 小学校           | 中学校             |
| ---- | ---------------- | ------------------ |
| 全域 | 境港市立境小学校 | 境港市立第一中学校 |

## 交通

### 鉄道
町内に鉄道駅はない。

### 道路
- 鳥取県道・島根県道2号境美保関線

## 施設
- 境港市立台場保育所

### 企業
- （株）石橋造船鉄工所[6]
- フィッシングながえや　岬町店

## 出身人物・ゆかりのある人物

### 実業家・政治家
- 石橋弘 - （株）元石橋造船鉄工所代表取締役。元境港市議会議員（副議長）。旧姓松井。